# Новая Зеландия на летних Олимпийских играх 1980
Новая Зеландия принимала участие в летних Олимпийских играх 1980 года в Москве (СССР) в 16-й раз за свою историю, но не завоевала ни одной медали. 
Несмотря на кампанию по бойкоту Игр в Москве, которая была развёрнута администрацией президента США Джимми Картера с конца 1979 года, Олимпийский комитет Новой Зеландии 8 мая 1980 года принял приглашение к участию в Олимпийских играх 1980 года. Правительство премьер-министра Новой Зеландии Роберта Малдуна вмешалось и стало оказывать давление на НОК Новой Зеландии с угрозой сократить финансирование организации. 29 мая 1980 года НОК Новой Зеландии заявил о том, что никакие правительственные или спонсорские средства не будут использованы для поддержки участия команды Новой Зеландии в Олимпийских играх 1980 года. 3 июня 1980 года НОК Новой Зеландии объявил, что не будет посылать команду на Игры в Москву. Изначально планировалось, что команда Новой Зеландии будет состоять из 99 спортсменов. Около трети из них так никогда и не выступили на Олимпийских играх.
4 новозеландских спортсмена решили ехать в Москву независимо от НОК своей страны. Для трёх гребцов на байдарках угроза урезания финансирования не была существенна, так как они тренировались без поддержки правительства или НОК. Новозеландцы на открытии и закрытии Игр шли под флагом Олимпийского комитета Новой Зеландии, но не белого, а чёрного цвета с белыми олимпийскими кольцами.

## Гребля на байдарках и каноэ
Спортсменов - 3
Мужчины
| Спортсмен                | Вид                     | Предварительный раунд | Предварительный раунд | Дополнительный заезд | Дополнительный заезд | Полуфинал | Полуфинал | Финал     | Финал     |
| Спортсмен                | Вид                     | Время                 | Место                 | Время                | Место                | Время     | Место     | Время     | Место     |
| ------------------------ | ----------------------- | --------------------- | --------------------- | -------------------- | -------------------- | --------- | --------- | --------- | --------- |
| Иэн Фергюсон             | Байдарка-одиночка 500м  | 1.46,02               | 3                     |                      |                      | 1.46,87   | 2         | 1.47,36   | 7         |
| Иэн Фергюсон             | Байдарка-одиночка 1000м | 3.59,07               | 6                     | 3.54,46              | 3                    | 3.54,05   | 3         | 3.53,78   | 8         |
| Алан Томпсон Джефф Уокер | Байдарка-двойка 500м    | 1.39,30               | 6                     | 1.39,32              | 2                    | 1.38,38   | 4         | Не прошли | Не прошли |
| Алан Томпсон Джефф Уокер | Байдарка-двойка 1000м   | 3.38,13               | 2                     |                      |                      | 3.38,64   | 3         | 3.33,88   | 8         |

## Современное пятиборье
Спортсменов — 1
| Спортсмен   | Конкур | Конкур | Фехтование | Фехтование | Стрельба  | Стрельба | Плавание | Плавание | Бег     | Бег  | Всего | Место |
| Спортсмен   | Штраф  | Очки   | Побед      | Очки       | Результат | Очки     | Время    | Очки     | Время   | Очки | Всего | Место |
| ----------- | ------ | ------ | ---------- | ---------- | --------- | -------- | -------- | -------- | ------- | ---- | ----- | ----- |
| Брайан Ньют | 82     | 1018   | 11         | 532        | 147       | 846      | 4.48,324 | 1048     | 14.01,1 | 1042 | 4486  | 40    |